# Clara Lemlich
Clara Lemlich Shavelson née le 28 mars 1886 à Horodok dans l'Empire russe et morte le 25 juillet 1982 dans le quartier de Resada à Los Angeles dans l'État de la Californie est une syndicaliste américaine, figure de l'International Ladies' Garment Workers' Union. Elle est une des leaders du soulèvement des 20 000 une grève des ouvrières du secteur de la confection à New York en 1909. Indésirable dans l'industrie du fait de son engagement syndical, elle s'engage en faveur du droit de vote des femmes, devient une militante d'organisation de défense du consommateur et elle est une des fondatrices du Parti Communiste américain.

## Biographie

### Jeunesse et formation
Clara est née dans un Shtetl d'une famille juive très pratiquante. Dans le village, on parle yiddish, langue juive locale ; Clara apprend à lire le russe, malgré l'opposition de son père, ce qui la rend utile à ses voisins et à sa famille et lui permet de gagner de l'argent comme scribe pour lire et écrire le courrier. Elle constitue une bibliothèque en russe en cachette, mais son père la découvre et brûle les livres. Ses parents émigrent à New-York en 1903. Clara a 16 ans,.

### Carrière

#### Emigration à New-York
Ne parlant pas anglais, les membres de la famille Lemlich travaillent dans l'industrie textile tenue par les juifs immigrés de New-York. Clara vit chez ses parents. Elle crée un groupe d'études avec les autres femmes de son atelier, qui devient un syndicat. A New-York, les syndicats sont déjà développés et puissants. Mais, ils représentent les métiers qualifiés de l'industrie, pas les petites mains, et ils sont masculins. La main-d'œuvre non qualifiée dans l'industrie textile est féminine, et dans les années 1990 l'immigration juive russe est importante. Clara fait ainsi la rencontre du socialisme pour la première fois,.

#### Syndicalisme
Le monde du travail est peu réglementé : les ouvrières travaillent 70 heures par semaine pour un salaire de 3$ par semaine et subissent brimades et vexations de chefs et vigiles tous masculins. Les ouvrières se relaient souvent dans la rue en dehors des ateliers arborant des pancartes en anglais et en yiddish stipulant qu'elles sont en grève. Cela leur vaut des bastonnades. Clara est ainsi renvoyée de deux ateliers.

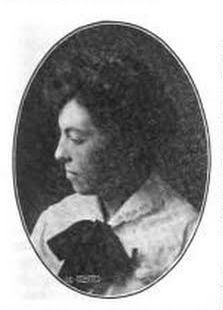
Photographie de Pauline Newman.

En 1909, elle est tabassée et a deux côtes cassées ; dans un état pitoyable, elle se rend à l'assemblée générale du syndicat qui se tient dans le grand hall de l'université Cooper Union, où seuls des hommes s'expriment. Clara avec l'aide de la foule réussit à prendre la parole. Elle ne parle pas encore anglais, elle s'exprime en yiddish, comme 85% sont juifs dans l'assemblée cela ne pose pas de problème, puis elle propose la grève générale, selon la formule juive consacrée : « Si je trahis la cause que je défends ici, que ma main se détache du bras que je lève »,. Elle est soutenue par les autres syndicalistes femmes de New-York, l'irlandaise Mother Jones, Emma Goldman une Juive originaire de l’Europe de l'Est. Pour financer la grève, les femmes se rendent dans les unions de femmes, réunissant les femmes de la haute-société new-yorkaise, collectant des fonds ; elles vendent aussi le New-York Call, journal syndicaliste (édité en anglais, italien et yiddish). Cette grève massive aboutit à la reconnaissance légale de toutes les cellules syndicales qui étaient jusque-là clandestines. D'autres femmes juives se sont illustrées pendant la grève : Pauline Newman, Rose Schneiderman, Fannia Cohn. Mais son implication a un coût : Clara est blacklisté et ne trouve plus de travail dans l'industrie textile de New-York. En mars 1911, un incendie tue 146 ouvrières textiles, parmi lesquelles une cousine de Clara.

#### Vie post-syndicale
Clara se rapproche alors des suffragettes américaines, et du Parti socialiste américain. En 1913 elle se marie à un imprimeur syndicaliste juif Joe Shavelson, et entre dans un nouveau combat pour le droit des consommateurs. En 1926, elle rejoint le Parti Communiste américain. Pendant la Deuxième guerre mondiale, elle soutient l'engagement des USA contre le fascisme, et lutte aussi contre l'arme nucléaire. Après la guerre elle fait un voyage à Moscou avec d'autres militants. À l'époque du Maccarthysme, la famille est blacklistée et doit fuir sur la côte ouest, à Los Angeles pour trouver du travail. C'est là qu'elle finit sa vie, dans une maison de retraite juive le 12 juillet 1982.